# Daniel Tammet
Daniel Paul Tammet (ur. 31 stycznia 1979 w Londynie) – brytyjski prozaik, eseista, sawant autystyczny, obdarzony ponadprzeciętnymi umiejętnościami arytmetycznymi i językowymi. Zdiagnozowano u niego także epilepsję oraz zespół Aspergera. Synesteta.

## Życiorys

### Dzieciństwo
Daniel Tammet urodził się jako jedno z dziewięciorga dzieci w niezbyt zamożnej rodzinie. Według opowiadań jego rodziców był dzieckiem bardzo niespokojnym i często płakał. Jedyną czynnością, która go wtedy uspokajała, było bujanie w kojcu, co mogło świadczyć o autyzmie Daniela. W wieku czterech lat miał ostry atak epilepsji. Zaczął bardzo interesować się matematyką i nie miał kontaktu z rówieśnikami.

### Synestezja
Po ataku epilepsji zaczął inaczej postrzegać liczby, a mianowicie do każdej liczby nie większej niż 10 000 przypisuje on jakiś kolor, krajobraz, fakturę lub kształt. Naukowcy nazywają to synestezją (według opisów Tammeta, np. liczba 1 jest bardzo jasna, liczba 9 jest duża, liczba 289 jest brzydka, natomiast liczba pi jest piękna). Dzięki temu potrafi bardzo szybko wykonywać skomplikowane obliczenia, podając przy tym wynik z dokładnością nawet do 100 miejsc po przecinku. Diagnozę stanu jego umysłu sformułował Darold Treffert, autor książki Islands of Genius: The Bountiful Mind of the Autistic, Acquired and Sudden Savant.

### Liczba pi

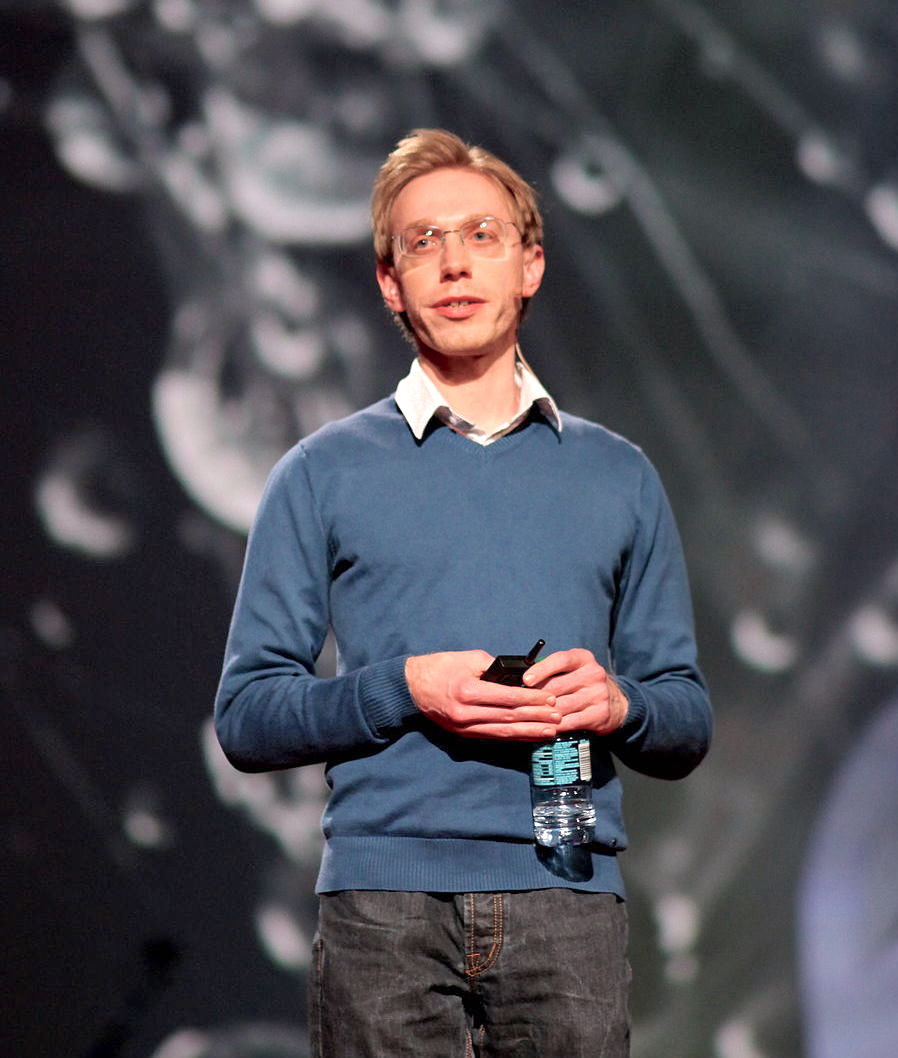
Daniel Tammet (2011)

Tammet jest rekordzistą Europy w recytowaniu z pamięci 22 514 cyfr liczby pi. Bezbłędne podanie wszystkich cyfr zajęło mu 5 godzin i 9 minut.

### Języki
Daniel Tammet biegle posługuje się 11 językami (angielski, francuski, fiński, niemiecki, hiszpański, litewski, rumuński, estoński, islandzki, walijski i esperanto), ponadto tworzy także swój własny – mänti, oparty na estońskim i fińskim.
Swoje niezwykłe umiejętności zaprezentował na potrzeby filmu dokumentalnego, miał nauczyć się mówić po islandzku w siedem dni. Ostatniego dnia miał występ na żywo w islandzkiej telewizji i ku zdumieniu wszystkich był w stanie rozmawiać z islandzkimi redaktorami bez żadnych problemów.

### Książki
Tammet jest autorem książek:
- Urodziłem się pewnego błękitnego dnia. Pamiętniki nadzwyczajnego umysłu z zespołem Aspergera (Born on a blue day: inside the extraordinary mind of an autistic savant: a memoir, 2006), wyd. polskie 2010, ISBN 978-83-7536-205-3[1], tłum. Małgorzata Mysiorska
- Zanurzeni w liczbach. Jak matematyka kształtuje nasze życie (Thinking In Numbers: On Life, Love, Meaning, and Math, 2014[2]), wyd. polskie 2017, ISBN 978-83-7886-342-7, tłum. Zuzanna Lamża
- Mishenka, 2016, ISBN 978-2-35204-497-0[3]
- Słowa są jak ptaki, które uczymy śpiewać. O znaczeniach i tajemnicach języka (Every Word Is a Bird We Teach to Sing, 2017), wyd. polskie 2022, ISBN 978-83-7886-613-8, tłum. Tadeusz Chawziuk